# 蚊尾洲燈塔
蚊尾洲燈塔（英語：Gap Rock Lighthouse）是位於中國廣東省珠海市万山海洋开发试验区担杆镇佳蓬列島西南端蚊尾洲的燈塔，由港英政府與清政府共同興建、營運及維修，於1890年9月1日建造，於1892年啟用。有指「蚊」讀若璺。

## 歷史
香港成為英國殖民地後，水上交通變得更為繁忙，有見及此，當時的總商會向港英政府提出香港有修建燈塔的需要。1867年，英國海軍測量師列特中校（Commander Reed）選址於香港興建燈塔，當時選了南丫島和南邊的蚊尾洲（Gap Rock），但因地處清廷管轄領土，英方與清廷談判不果而作罷。後來，東沙群島附近海域再有船發生意外，香港船務司亦曾寫信到清廷海關總署提及蚊尾洲燈塔，最後還是不了了之。
1886年，港英政府再次向清廷提出興建燈塔的三個方案，包括清廷租借蚊尾洲予港英政府；港英政府負責興建，然後交予清廷管理及維修；或是由香港支付建築費用，由清廷興建。不過，最後清廷提出第四個方案，由當時仍屬清廷的九龍海關支付7,500元及每年750元，聘請港英政府興建和維修燈塔，而蚊尾洲維持清廷管轄領土、只能作為興建燈塔之用。在協議達成後，燈塔最後在1889年由香港建築商興建，造價約90,000元，现灯塔基石上铭刻英文“香港辅政司菲林明（C.M.G）阁下1890年9月1日布放此石”（-{This Stone Was Laid by His Excellency Francis Fleming C.M.G.
Officer Administering the Government Hong Kong on 1 Sept 1890}-）。而蚊尾洲燈塔亦於1890年啟用。
1950年代，蚊尾洲燈塔曾經停用。
1986年，蚊尾洲燈塔由廣東省河源縣建築工程公司經過修葺（有一碑銘文為「廣東省河源縣建築工程公司重建，公元一九八六年七月」）。其後，改用太陽能驅動。現時由中國政府管理。
2012年10月，由廣東省人民政府公布為第七批廣東省文物保護單位。

## 特色
蚊尾洲燈塔為一座32呎高石塔，建築物以磚建成，外牆以用花崗岩加固。其訊號燈由瑞典製造。該建築內有主要由三個部份組成，包括燈塔、歐洲人寓所和中國人寓所。蚊尾洲全年大部分時間吹四或五級風，加上島上沒有碼頭，上岸不易。

## 軼事
在1930年的香港博物學者雜誌曾刊登一篇文章，記錄在1893年10月，在一次巨型颱風後，蚊尾洲上的燈塔損毀，連起重機都被颱風捲走，當時的工務局長谷柏（F.A. Cooper）與船政司林士（Murray Rumsey）前往蚊尾洲視察。在登岸時，兩人沒遇到什麼困難，但在離開時，兩人需要從島上跳到船上「登船」，林士蹤身一躍，卻誤跌進海裏。幸而林士身上有繫安全帶，跌進水時也沒有撞到石頭，最後平安無事被救上船。

## 另見
- HKU Faculty of Architecture - Research Projects - The Gap Rock Lighthouse